# Farallon de Medinilla

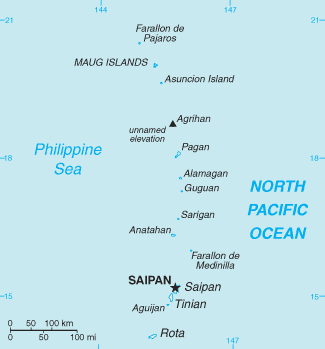
Nordmarianerna

Farallon de Medinilla (chamorro Farallon de Medinilla) är en ö i Nordmarianerna i västra Stilla havet.

## Geografi
Farallon de Medinilla är en liten ö bland Nordmarianerna och ligger cirka 83 km nordöst om huvudön Saipan och cirka 260 km nordöst om Guam. Geografiskt ligger ön i Mikronesien och de geografiska koordinaterna är 16°01′ N och 146°04′ Ö.
Ön är en korallö och har en sammanlagd areal om ca 0,9 km² med en längd på ca 3 km och ca 0,7 km bred. Den högsta höjden är på ca 81 m ö.h. och ön delas av ett näs. Norr om ön ligger några korallrev och kobbar.
Den obebodda ön är svåråtkommlig då i stort hela kusten utgörs av höga klippor.
Förvaltingsmässigt ingår Farallon de Medinilla i "municipality" (kommun) Northern Islands som omfattar alla öar norr om huvudön.

## Historia
Marianerna har troligen varit bebodd av polynesier sedan 1500-talet f Kr. Ögruppen upptäcktes av portugisiske Ferdinand Magellan i mars 1521 som då namngav öarna "Las Islas de Los Ladrones". Öarna hamnade 1667 under spansk överhöghet och döptes då om till "Islas de las Marianas". Farallon de Medinilla är döpt efter den spanske guvernören mellan åren 1812 till 1822 Don Jose de Medinilla y Pifieda.
Under första världskriget ockuperades området i oktober 1914 av Japan. Japan erhöll förvaltningsmandat över området av Nationernas förbund vid Versaillesfreden 1919. Marianerna ingick sedan i Japanska Stillahavsmandatet.
Under andra världskriget erövrades ön av amerikanska styrkor.
Ön arrenderas av USA som sedan 1976 använder den till övningsområde "Farallon de Medinilla Target Range". Sedan 2002 är dock ön ett fågelskyddsreservat.